# Rhizophydium oedogonii
Rhizophydium oedogonii är en svampart som beskrevs av P.G. Richt. 1897. Rhizophydium oedogonii ingår i släktet Rhizophydium och familjen Rhizophydiaceae.   Inga underarter finns listade i Catalogue of Life.